# Oghamstein von Island

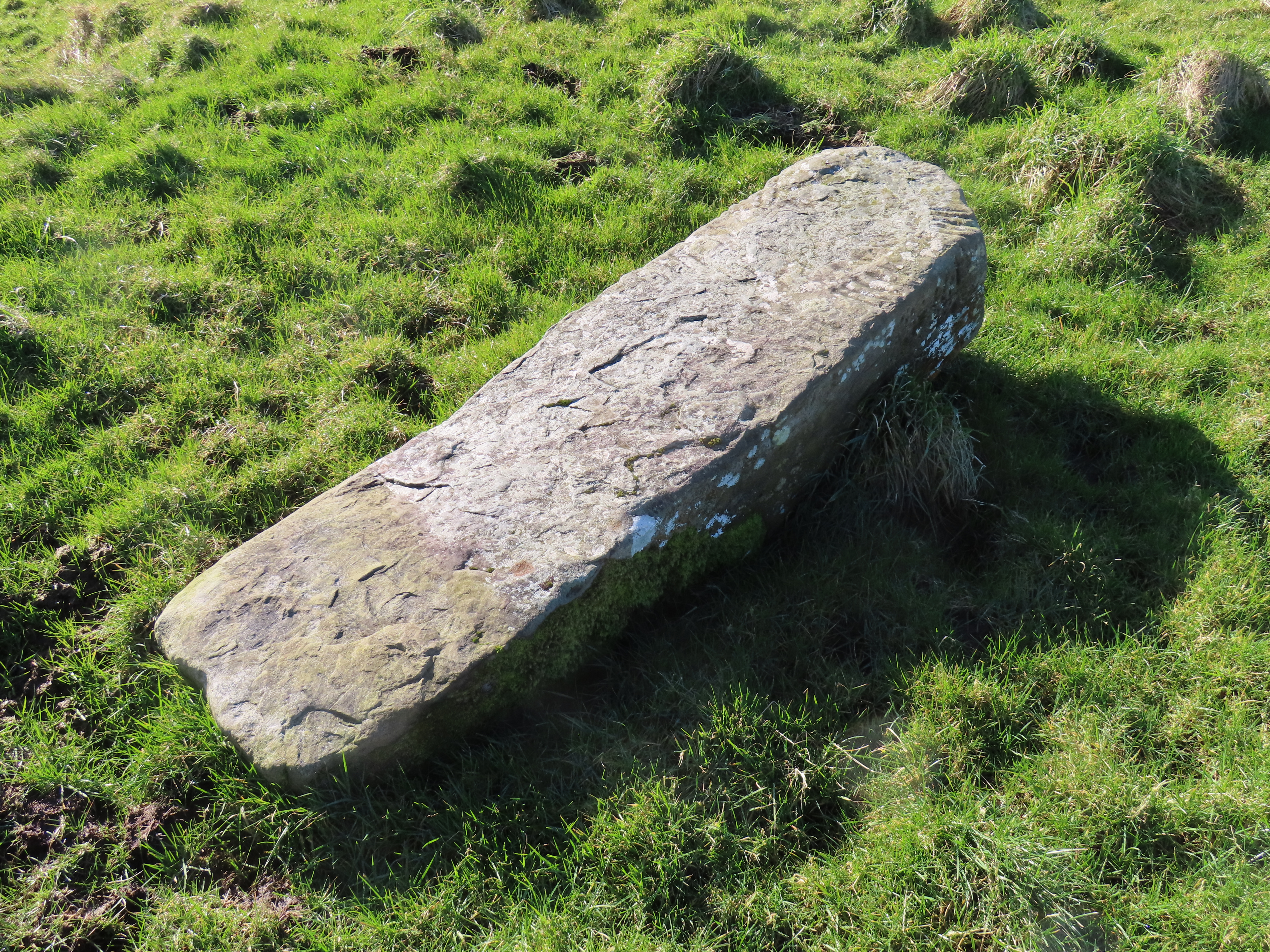
Oghamstein (Island, bei Ballyhaunis, Co. Mayo)

Der Oghamstein von Island (lokal Bracklaghboy Stone nach dem benachbarten Townland oder  Lisvaun Stone genannt) steht im Townland Island (irisch An tOileán) auf der Kuppe eines niedrigen Hügels, wahrscheinlich eines Tumulus, nordwestlich von Ballyhaunis im County Mayo in Irland.
Bei dem Stein handelt es sich vermutlich um einen früheren Menhir, der für die Oghamschrift genutzt wurde. Dies ist auch bei einigen anderen Steinen wie beim Oghamstein von Breastagh im Norden des County und dem Oghamstein von Aghascrebagh im County Tyrone der Fall. Der Stein liegt (im Februar 2025) flach auf dem Boden. Er ist quaderartig 1,6 m hoch, 0,56 m breit und dick und besteht aus Brekzie. 
Die ins 5. Jahrhundert n. Chr. datierte Inschrift lautet: ᚛ᚉᚒᚅᚐᚂᚓᚌᚔ ᚐᚃᚔ ᚊᚒᚅᚐᚉᚐᚅᚑᚄ᚜, 
transliteriert: CUNALEGI AVI QUNACANOS, 
übersetzt: „Cunalegi, Nachkomme von Qunacanos“.